# Momčilo Krajišnik
Momčilo Krajišnik (srp. Момчило Крајишник; Sarajevo, 20. siječnja 1945. – Banja Luka, 15. rujna 2020.), bio je srpski bosanskohercegovački političar, bivši član srpski član Predsjetništva BiH. Jedan od osnivača Srpske demokratske stranke. Krajišnik je bio i visoki dužnosnik SR Bosne i Hercegovine. Međunarodni sud za bivšu Jugoslaviju ga je osudio za zločine protiv čovječnosti.

## Životopis
Momčilo Krajišnik rođen je u naselju Zabrđe u općini Novo Sarajevo. Bio je član SKJ, a u vrijeme komunizma bio je predsjednik crkvene općine. Krajišnik je postao jedan od direktora jedne od najuspješnijih kompanija u SR BiH, "Energoinvesta". Završio je u zatvoru na devet mjeseci zbog malverzacija oko izgradnje vikendice Radovana Karadžića na Palama. Krajišnik je iskoristio to zatvaranje, tvrdeći da je bio zatvoren što je Srbin.
Bio je jedan od osnivača SDS-a. Nakon prvih višestranačkih općih izbora u SR BiH izabran je za predsjednika Narodne skupštine SR BiH 20. prosinca 1990. Na raspravi o raspisivanju referenduma o neovisnosti 25. siječnja 1992., bio je smijenjen od muslimanskih i hrvatskih zastupnika, a naslijedio ga je Mariofil Ljubić. Srpski zastupnici i Krajišnik napustili su sjednicu.
Bio je predsjedatelj Narodne Skupštine Republike Srpske Bosne i Hercegovine i član Predsjedništva BiH od 1996. do 1998. Uhvaćen je 3. travnja 2000. od strane francuskih komandosa u sklopu SFOR-a i pritvoren u zatvoru Međunarodnog suda za bivšu Jugoslaviju (Haški tribunal) u Haagu. Potom biva optužen za zločin protiv čovječnosti, etničko čišćenje i genocid u Bosni i Hercegovini. Dne 27. rujna 2006. je proglašen krivim za istrjebljenje, ubojstva, progone na rasnoj i vjerskoj osnovi, deportacije i nečovječno postupanje kao i za zločine protiv čovječnosti, ali ne i za genocid. Osuđen je na 27 godina zatvora. 17. ožujka 2009. mu je Haški sud smanjio kaznu na 20 godina zatvora.
Pušten je na slobodu 30. kolovoza 2013., poslije izdržavanja dvije trećine kazne.
Umro je 15. rujna 2020. od upale pluća uzrokovane koronavirusom.
| Prethodnik: | član Predsjedništva Bosne i Hercegovine iz Republike Srpske 1996. – 1998. | Nasljednik:   |
| —           | član Predsjedništva Bosne i Hercegovine iz Republike Srpske 1996. – 1998. | Živko Radišić |